# 史济樵
史济樵，英文名：A.J. Sze，著名英籍香港建筑师、企业家，曾任香港美生集团主席。

## 生平
籍貫浙江宁波余姚，生于上海，与史美伦、史久镛、史久芸同族。毕业于同济大学工学院土木工程系。早年任至于上海陶桂记营造厂，负责营建上海外滩中国银行大夏、南京路永安公司新楼等一系列地标建筑。1946年，创办上海保华建筑有限公司，承建上海龙华机场跑道加长工程一举成。又先后承建美琪、沪光、国泰等上海知名影院。1948年冬，移居英属香港，在港创办香港保华建筑有限公司，先后承建香港地铁、海底隧道等大型工程。1978年创办香港美生集团（THE A. J. MASON GROUP），任集团主席，在香港、新加坡经营房地产。又创办Paul Y. Construction Company Ltd.，任董事长，在香港证券交易所上市。1983年投资中国大陆，捐建“念慈桥”。亦为香港赛马会会员、马主，拥有赛马“捷”、“勇”、“爽馳”。其子史美煊（Mason Sze）亦为香港建筑业实业家。